# Metafroneta minima
Metafroneta minima är en spindelart som beskrevs av A. David Blest 1979. Metafroneta minima ingår i släktet Metafroneta och familjen täckvävarspindlar. Inga underarter finns listade i Catalogue of Life.